# Susanna Thompson
Susanna Thompson est une actrice américaine, née le 27 janvier 1958 à San Diego, en Californie (États-Unis).

## Biographie
Thompson a obtenu son baccalauréat en art dramatique de l’université d'État de San Diego,.

## Vie privée
Son mari, Martin Katz, est professeur à l'université d'État de San Diego.

## Filmographie

### Cinéma
- 1994 : Le Triomphe des innocents (Slaughter of the Innocents) de James Glickenhaus : Connie Collins
- 1994 : Pour l'amour d'une femme (When a Man Loves a Woman) de Luis Mandoki : Janet
- 1994 : Les Petits Géants (Little Giants) de Duwayne Dunham : Patty Floyd
- 1996 : Les Fantômes du passé (Ghosts of Mississippi) de Rob Reiner : Peggy Lloyd
- 1999 : L'Ombre d'un soupçon (Random Hearts) de Sydney Pollack : Peyton Van Den Broeck
- 2002 : Apparitions (Dragonfly) de Tom Shadyac : Emily Darrow
- 2005 : The Ballad of Jack and Rose de Rebecca Miller : Miriam Rance
- 2007 : American Pastime de Desmond Nakano : Shirley Burrell

### Court-métrage
- 2005 : Hello de John Helde : Rory
- 2012 : Unbanded d'Ally Seibert : Jamie

### Télévision

#### Téléfilm
- 1992 : Jusqu'à ce que la mort nous sépare (A Woman Scorned: The Betty Broderick Story) de Dick Lowry : Réceptionniste
- 1992 : Au cœur du mensonge (Calendar Girl, Cop, Killer? The Bambi Bembenek Story) de Jerry London : Christine
- 1993 : La Secte de Waco (In the Line of Duty: Ambush in Waco) de Dick Lowry : Meg
- 1994 : Le Prix de la vengeance (In the Line of Duty: The Price of Vengeance) de Dick Lowry
- 1994 : MacShayne: The Final Roll of the Dice d'E.W. Swackhamer : Janet
- 1994 : Alien Nation: Dark Horizon de Kenneth Johnson : Lorraine Clark
- 1994 : A Promise Kept: The Oksana Baiul Story de Charles Jarrott : Marina Baiul
- 1996 : America's Dream (segment The Boy Who Painted Christ Black) de Paris Barclay, Bill Duke et Kevin Rodney Sullivan : Beth Ann
- 1996 : Dernier Arrêt (Bermuda Triangle) d'Ian Toynton : Grace
- 1997 : In the Line of Duty: Blaze of Glory de Dick Lowry : Sylvia Whitmire
- 1998 : Rivage mortel (The Lake) de David Jackson : Denise Hydecker
- 1999 : The Caseys de Michael Steinberg
- 2000 : High Noon de Rod Hardy : Amy Kane

#### Série télévisée
- 1991 : Les Dessous de Palm Beach (Silk Stalkings) (saison 1, épisode 01 : Mission traquenard) : ADA Susan Harner
- 1992 : Guerres privées (Civil Wars) : Susan Phelan
- 1992 - 1993 : Star Trek : La Nouvelle Génération (Star Trek: The Next Generation)
- 1993 : X-Files : Aux frontières du réel (The X-Files) (saison 1, épisode 09 : Espace) : Michelle Generoo
- 1993 : Enquête privée (Bodies of Evidence) (saison 2, épisode 08 : De la chair et du sang) : Elizabeth McCarty
- 1994 : La Loi de Los Angeles (L.A. Law) (saison 8, épisode 12 : Maths et Montagne) : Susan Allner
- 1995 : Docteur Quinn, femme médecin (Dr. Quinn, Medicine Woman) (saison 4, épisode 12 : Premier Noël de Fifi) : Anna Marie Sheehan
- 1995 : Star Trek: Deep Space Nine (saison 4, épisode 05 : L'Interdit) : Dr Lenara Kahn
- 1995 : New York Police Blues : Joyce Novak
- 1997 : Roar, la légende de Conor (saison 1, épisode 11 : Daybreak) : Gweneth
- 1998 : Michael Hayes (saison 1, épisode 20 : Menaces électorales) : Mme Boland
- 1998 : Players, les maîtres du jeu (Players) (saison 1, épisode 17 : Un logiciel très convoité) : Jean Cameron
- 1998 : ADN, menace immédiate (Prey) : Jane Daniels, mère de Tom
- 1999 : Chicago Hope: La Vie à tout prix (Chicago Hope) (saison 5, épisode 20 : Un petit détail) : Francesca
- 1999 - 2001 : Deuxième Chance (Once and Again) (49 épisodes) : Karen Sammler
- 1999 - 2000 : Star Trek: Voyager : La Reine Borg
- 2002 : La Treizième Dimension (saison 1, épisode 13 : Une famille parfaite) : Annie MacIntosh
- 2003 : New York, unité spéciale (Law and Order: Special Victims Unit) (saison 5, épisode 03 : Dangereuse thérapie) : Dr Greta Heints
- 2003 - 2004 : Still Life : Charlotte Morgan
- 2005 : Jake in Progress (saison 1, épisode 09 : Harpy Birthday) : Emma Taylor
- 2005 : NIH : Alertes médicales (Medical Investigation) : Dr Kate Ewing
- 2006 - 2014 : NCIS : Enquêtes spéciales (7 épisodes) : Hollis Mann
- 2006 : FBI : Portés disparus (Without a Trace) (saison 5, épisode 08 : Main perdante) : Cynthia Neuwirth
- 2006 : Les Experts (CSI: Crime Scene Investigation) (saison 6, épisode 14 : Dans la tête d'un tueur) : Janice Cooper
- 2006 : The Book of Daniel (8 épisodes) : Judith Webster
- 2007 : Maléfiques (mini-série) : Elaine Tanner
- 2009 : Kings (12 épisodes) : Queen Rose Benjamin
- 2010 : Cold Case : Affaires classées (Cold Case) : Diane Yates en 2010
- 2012 - 2020 : Arrow : Moira Queen (saisons 1 et 2, invité saison 3, 5 et 8 : 46 épisodes)
- 2016 : Timeless : Carolyn Preston
- 2017 : DC's Legends of Tomorrow (saison 3 épisode 8 : Terre-X : Libérations) : Earth X Gideon (voix)